# 宮川学
宮川 学（みやがわ まなぶ、1963年1月26日 - ）は、日本の外交官。沖縄担当特命全権大使。

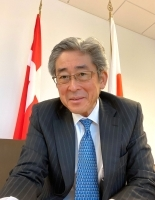
外務省より公表された公式肖像画像

## 経歴・人物
- 1985年3月 慶應義塾大学経済学部卒業
- 1985年4月 外務省入省
- 1986年－1988年 英語研修（ケンブリッジ大学社会政治学部卒業）
- 1988年－1990年 在英国日本国大使館
- 1990年－1999年 外務本省（欧州局，国際協力部，経済局など）
- 1999年－2001年 在タイ日本国大使館 一等書記官
- 2001年7月 欧州連合日本政府代表部 一等書記官
- 2002年1月 欧州連合日本政府代表部 参事官
- 2004年1月 経済局国際機関第一課世界貿易機関紛争処理室長
- 2005年10月 経済局経済安全保障課長
- 2007年8月 大臣官房儀典総括官
- 2009年7月 在ロシア日本国大使館 参事官
- 2010年7月 在ロシア日本国大使館 公使
- 2012年9月 欧州連合日本政府代表部 公使
- 2014年7月 在ニューヨーク日本国総領事館 領事
- 2016年
  - 3月 大臣官房参事官（危機管理担当）兼欧州局(ASEM担当大使），領事局
  - 6月 大臣官房審議官（危機管理担当）兼欧州局(ASEM担当大使），領事局
- 2017年7月 大臣官房国際文化交流審議官、スポーツ・武道担当大使、仏ジャポニスム2018準備事務局長
- 2019年
  - 4月 兼大臣官房（東京オリンピック・パラリンピック要人接遇事務局長）
  - 9月 特命全権大使 デンマーク国駐箚[1]
- 2022年11月 特命全権大使（沖縄担当）[2]

## 同期
- 相木俊宏（21年タジキスタン大使）
- 磯俣秋男（24年スリランカ大使・21年アラブ首長国連邦大使）
- 市川とみ子（23年軍縮会議代表部大使）
- 伊藤恭子（23年チリ大使・20年エチオピア大使）
- 稲垣久生（23年トンガ大使）
- 大菅岳史（22年チュニジア大使・19年国連次席大使・18年外務報道官・17年アフリカ部長）
- 大森摂生（22年ボツワナ大使）
- 島田順二（21年メルボルン総領事）
- 清水信介（22年特命全権大使（アフリカ開発会議（TICAD）担当兼アフリカの角地域関連担当、国連安保理改革担当、安保理非常任理事国選挙担当）・18年チュニジア大使）
- 鈴木秀生（24年特命全権大使（広報外交担当兼国際保健担当、メコン協力担当）・20年チェコ大使・19年国際協力局長・17年地球規模課題審議官）
- 鈴木浩（22年インド大使・20年外務審議官・12年内閣総理大臣秘書官）
- 鈴木亮太郎（21年アイスランド大使）
- 滝崎成樹（20年内閣官房副長官補・19年アジア大洋州局長）
- 竹内一之（22年ザンビア大使）
- 垂秀夫（20年中国大使・19年官房長）
- 中前隆博（22年スペイン大使・19年アルゼンチン大使・17年中南米局長）
- 橋本尚文（22年特命全権大使（人権担当兼国際平和貢献担当）・20沖縄大使・18年イラク大使）
- 福島秀夫（21年パナマ大使・18年ヒューストン総領事）
- 前田徹（21年ブルネイ大使）
- 三澤康（25年関西担当大使・22年タンザニア大使）
- 水嶋光一（21年イスラエル大使・19年領事局長）
- 水越英明（24年スウェーデン大使・21年スリランカ大使・20年国際情報統括官）
- 武藤顕（23年ロシア大使・22年外務省研修所長）
- 森美樹夫（23年ニューヨーク総領事・21年領事局長）
- 山元毅（23年ペルー大使・19年グアテマラ大使・17年東京都外務長）